# Fiskebyn
Fiskebyn är en svensk stumfilm  från 1920 i regi av Mauritz Stiller. 

## Om filmen
Filmen premiärvisades 15 mars 1920. Inspelningen skedde vid Svenska Biografteaterns ateljé på Lidingö med exteriörerscener från Fiskebäckskil, Gåsö med flera platser i Bohuslän. För foto svarade Henrik Jaenzon. 
Som förlaga har man Georg Engels pjäs Im Hafen som utgavs i Berlin 1905. Under och efter inspelningen omarbetade Malmberg manuskriptet till en roman med samma namn, utgiven strax före jul 1919. 
I filmen förekommer ett nakenbad som inte väckte någon större uppseende trots att filmen exporterades till ett flertal katolska länder. Däremot blev prästens roll ändrad till kommunalstämmeordförande och alla scener i kyrkan klipptes bort.

## Rollista (i urval)
- Karin Molander – Martina, 18 år, fosterdotter hos skolläraren
- Lars Hanson – Thomas Rilke, 21 år, student, Martinas fosterbror
- Carl Helleman – Rilke, Thomas' far, byskollärare
- Egil Eide – Jakob Vindås, änkeman i 50-årsåldern, fiskare
- Hildur Carlberg – Mor Vindås, Jakobs mor
- Käte Schnitzer – Jakob Vindås dotter, 10 år
- Nils Arehn – präst
- Jenny Tschernichin-Larsson – Jans-Karin, byns skvallerkäring
- Herman Lantz – kyrkobesökare
- Edla Rothgardt – kyrkobesökare
- Tor Wallén – en man